# Waldorfský salát

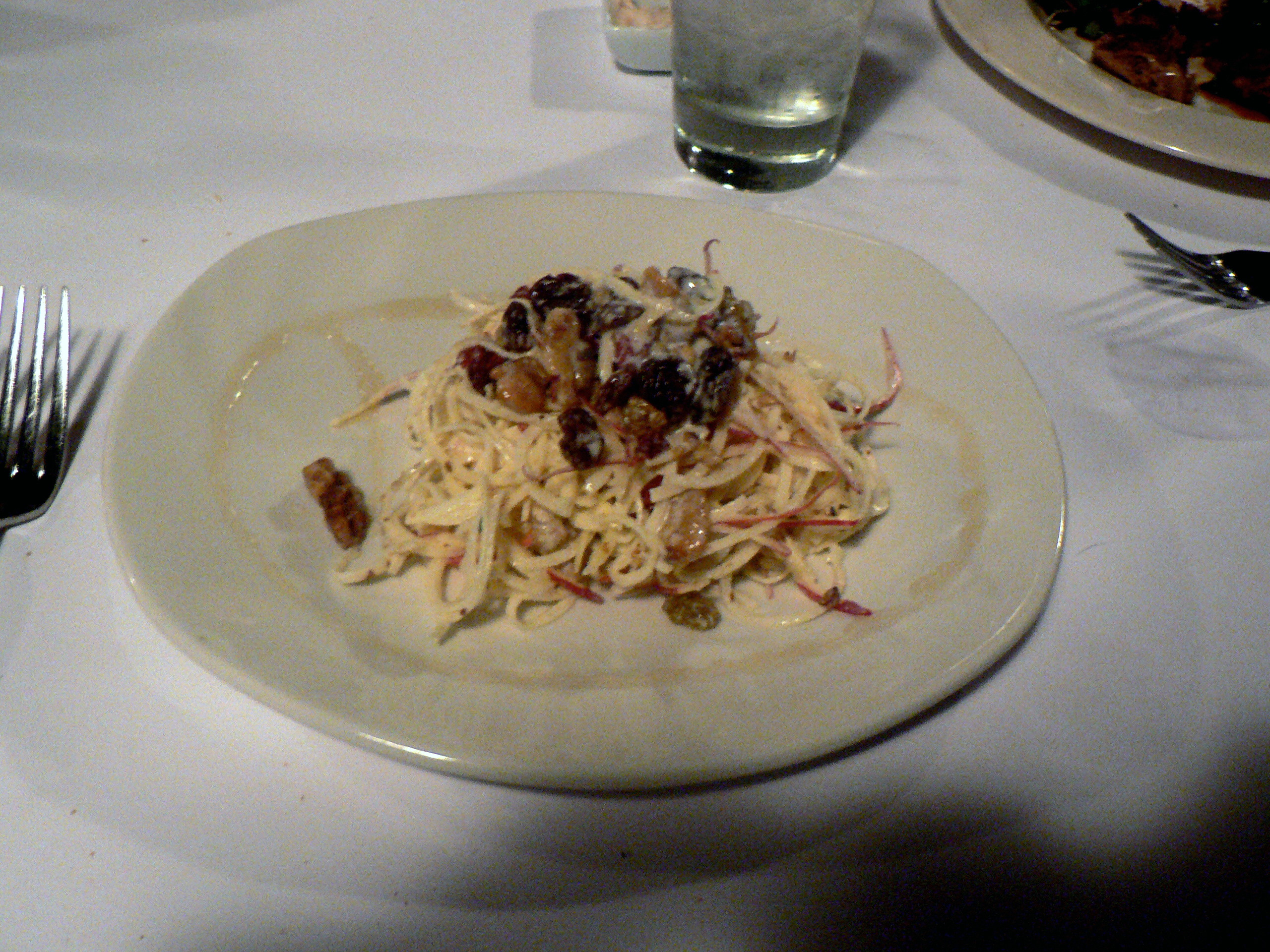
Waldorfský salát

Waldorfský salát obsahuje na proužky nakrájená jablka, na kostičky nakrájený řapíkatý celer,
vlašské ořechy, hrozny a nakonec majonézu nebo dressing na majonézovém základě. Častý omyl v české kuchyni vznikl asi i chybným překladem a je to použití vařené bulvy celeru místo zelených řapíků celeru. Salát byl poprvé připraven okolo roku 1893 v Hotelu Waldorf v New Yorku City (předchůdci Waldorf-Astoria Hotel, který byl otevřen v roce 1931).

## Původ receptu
Ačkoliv Oscar Tschirky, který byl pracovníkem hotelu, je všeobecně považován za vynálezce receptu, stále přetrvávají určité spory o jeho vzniku. Oscar Tschirky ostatně prohlašoval, že více jídel připravovaných v hotelu Waldorf pochází z jeho receptů (např. Benediktská vejce). Alternativní teorie tvrdí, že recept byl vytvořen v rámci speciálního waldorfského obědového systému, řetězce jídelen pro obědy, které zahájily svůj provoz ve dvacátých letech 20. století, jehož logem bylo právě jablko. V roce 1896 se Waldorfský salát objevil v „Kuchařce od 'Oscara z Waldorfu'“. Tradičně se salát podává na hlávkovém salátu. Sušené ovoce je také častou přílohou; zejména pak na kostičky nakrájené datle nebo rozinky.